# Demodex folliculorum
Il demodecio dei follicoli (Demodex folliculorum Simon, 1842) è un artropode parassita dell'ordine degli Acarina.